# 11월 22일
11월 22일은 그레고리력으로 326번째(윤년일 경우 327번째) 날에 해당한다.

## 사건
- 1955년 - 중동조약기구(METO) 결성 발표. 1958년 이라크 혁명으로 이라크 탈퇴후 중앙아시아조약기구(CENTO)로 개칭.
- 1963년 - 존 F. 케네디 미국 제35대 대통령 암살.
- 1981년 - 금정산 버스 추락 사고가 일어나 33명이 사망하였다.
- 1990년 - 마거릿 대처 영국 총리 사임.
- 2012년 - 부산 도시철도 3호선 추돌 사고 발생.
- 2014년
  - 대전광역시 대덕구 산업단지 내 한 공장 작업실에서 불이 나서 1명이 사망하고 7명이 부상당하였다.
  - 말레이시아 북서부 보르네오섬 사라왁주 석탄 광산이 폭발해 북한인 1명 등 3명이 사망하였다.
  - 중화인민공화국 쓰촨성 캉딩현에서 규모 6.3의 강진이 발생하였다.
- 2015년 - 대한민국의 제14대 대통령 김영삼이 서거하였다.

## 문화
- 1956년 - 남반구에서 열린 최초의 올림픽인 제16회 멜버른 올림픽이 오스트레일리아 멜버른에서 개막.
- 1999년 - 당산철교가 재개통되었다.

## 탄생
- 1808년 - 영국의 여행 사업가 토머스 쿡. (~1892년)
- 1812년 - 덴마크의 배우 요하네 루이세 헤이베르. (~1890년)
- 1817년 - 영국의 프로그래머 에이다 러브레이스. (~1852년)
- 1819년 - 영국의 작가 조지 엘리엇. (~1880년)
- 1869년 - 프랑스의 소설가 앙드레 지드. (~1951년).
- 1882년 - 프랑스의 작가 및 극작가 샤를 빌드라크. (~1971년)
- 1890년 - 프랑스의 군인, 저술가, 정치가 샤를 드골. (~1970년)
- 1899년 - 미국의 가수 호기 카마이클. (~1981년)
- 1900년 - 대한민국의 작곡가 박태준. (~1986년)
- 1901년
  - 스페인의 음악인 호아킨 로드리고. (~1999년)
  - 대한민국의 독립운동가 박철준. (~1941년)
- 1910년 - 이탈리아 최고령자 루시아 로라 상제니토
- 1913년 - 영국의 작곡가 벤저민 브리튼. (~1976년)
- 1917년 - 대한민국의 국악인 김기수. (~1986년)
- 1922년 - 오스트리아의 소설가 돌레짤. (~1990년)
- 1924년 - 미국의 배우 제럴딘 페이지. (~1987년)
- 1928년 - 대한민국의 희극인, 목회자 곽규석. (~1999년)
- 1930년 - 중화인민공화국의 경제학자 리이닝. (~2023년)
- 1931년 - 대한민국의 정치학자 서대숙. (~2022년)
- 1933년 - 대한민국의 금융인 장명선.
- 1936년 - 스코틀랜드의 축구 선수 앨릭스 스콧. (~2001년)
- 1937년 - 일본의 기업인 이데이 노부유키. (~2022년)
- 1939년 - 미국의 영화배우 앨런 가필드. (~2020년)
- 1940년 - 영국의 영화감독 테리 길리엄.
- 1941년 - 대한민국의 배우 정진. (~2016년)
- 1943년 - 미국의 전 테니스 선수 빌리 진 킹.
- 1944년 - 자메이카의 음악가 맥스 로미오. (~2025년)
- 1947년 - 대한민국의 정치인 손학규.
- 1948년 - 세르비아의 축구 선수 라도미르 안티치. (~2020년)
- 1949년 - 대한민국의 성우 백진.
- 1953년 - 이탈리아의 군인 클라우디오 그라치아노. (~2024년)
- 1955년
  - 스리랑카 태생 영국의 언론인 조지 알라기아. (~2023년)
  - 일본의 정치인 가토 가쓰노부.
- 1956년 - 포르투갈의 축구 선수 페르난두 고메스. (~2022년)
- 1957년 - 대한민국의 해양 출신 정치인 김기웅.
- 1958년
  - 우크라이나의 기업인 이호르 수르키스.
  - 미국의 배우 제이미 리 커티스.
- 1960년
  - 프랑스의 영화 감독 레오스 카락스.
  - 홍콩의 영화배우, 방송인 쩡웨이취안. (~2020년)
- 1962년 - 대한민국의 소프라노 성악가 조수미.
- 1964년 - 대한민국의 제8대 경상남도 거제시의원 김용운.
- 1965년
  - 대한민국의 가수 박미경.
  - 대한민국의 정치인 문대림.
  - 덴마크의 배우 마스 미켈센.
- 1966년
  - 스페인의 가수 데이비드 라임.
  - 영국의 배우 니컬러스 로.
- 1967년
  - 대한민국의 양궁인 구자청.
  - 미국의 배우 마크 러펄로.
  - 독일의 테니스 선수 보리스 베커.
- 1968년 - 대한민국의 가수 박성신. (~2014년)
- 1973년 - 대한민국의 MC, 가수 MC진.
- 1974년 - 미국의 야구 선수 케니 레이번.
- 1975년
  - 일본의 성우 미나가와 준코.
  - 일본의 가수 Aiko.
- 1976년
  - 대한민국의 배우 겸 격투기 선수 육진수.
  - 독일의 축구 선수 토르스텐 프링스.
  - 핀란드의 싱어송라이터 빌레 발로.
- 1977년 - 대한민국의 바둑 기사 윤영선.
- 1978년
  - 미국의 가수 캐런 오 (예 예 예스).
  - 프랑스의 배우 멜라니 두티.
- 1979년 - 세르비아의 배우 부크 코스티치.
- 1981년
  - 대한민국의 배우 송혜교.
  - 대한민국의 성우 이명희.
- 1982년 - 중국의 배우 차이줘옌.
- 1983년
  - 대한민국의 배우 김지우.
  - 일본의 모델, 배우 아시나 세이. (~2020년)
- 1984년
  - 대한민국의 배우 정지윤.
  - 미국의 배우 스칼렛 요한슨.
  - 일본의 전 축구 선수 하타노 히로시.
- 1985년
  - 대한민국의 레이싱 모델 이지후.
  - 가나의 축구 선수 아사모아 잔.
- 1986년 - 대한민국의 야구 선수 김정남.
- 1987년
  - 벨기에의 축구 선수 마루안 펠라이니.
  - 대한민국의 배우 안용준.
- 1988년
  - 대한민국의 가수 원준 (소년공화국).
  - 대한민국의 아나운서 윤재인.
  - 영국의 배우 제이미 캠벨 바워.
- 1989년
  - 대한민국의 모델 문가비.
  - 잉글랜드의 축구 선수 크리스 스몰링.
  - 미국의 가수 캔디스 글러버.
- 1990년
  - 대한민국의 가수 장동우 (인피니트).
  - 대한민국의 배우 이유비.
  - 대한민국의 가수 서은광 (비투비).
  - 대한민국의 가수 차재이.
  - 튀르키예의 레슬링 선수 타하 아크귈.
- 1991년 - 일본의 가수 시미즈 사키 (Berryz코보).
- 1992년 - 일본의 전 축구 선수 다무라 유.
- 1993년
  - 프랑스의 배우 아델 에그자르코풀로스.
  - 대한민국의 가수 기현 (몬스타엑스).
  - 일본의 배우, 패션 모델 나리타 료.
  - 일본의 성우 타자와 마스미.
  - 대한민국의 배우 서혜원.
- 1994년 - 대한민국의 배우 고재현.
  - 오스트레일리아의 배우 데이커 몽고메리.
- 1995년
  - 대한민국의 모델 한슬.
  - 일본의 아이돌 오쿠 마나미.
- 1996년
  - 대한민국의 가수 우지 (세븐틴).
  - 미국의 모델 헤일리 볼드윈.
- 1997년 - 일본의 성우 마에시마 아미.
- 1998년
  - 일본의 성우 오카사키 미호.
  - 일본의 아이돌 타니구치 메구. (AKB48)
- 1999년 - 웨일스의 축구 선수 매슈 스미스.
- 2000년 - 미국의 배우 아울리이 크러발리오.
- 2001년 - 중국의 가수 천러 (NCT).
- 2002년 - 대한민국의 배우 김민기.
- 2003년 - 대한민국의 배우, 가수 정지수.
- 2006년 - 중국의 바둑 기사 우이밍.

## 사망
- 1718년 - 18세기의 악명높은 해적 에드워드 티치. (1680년~)
- 1852년 - 영국의 프로그래머, 수학자 에이다 러브레이스. (1815년~)
- 1913년 - 일본 에도 막부의 15대 (마지막) 쇼군 도쿠가와 요시노부. (1837년~)
- 1941년 - 독일의 심리학자 쿠르트 코프카. (1886년~)
- 1944년 - 영국의 천문학자 아서 스탠리 에딩턴. (1882년~)
- 1946년 - 독일의 법학자, 법무장관 오토 게오르크 티라크. (1889년~)
- 1955년 - 미국의 야구 선수 대니 머피. (1876년~)
- 1963년
  - 영국의 소설가, 신학자 C. S. 루이스. (1898년~)
  - 미국의 제35대 대통령 존 F. 케네디. (1917년~)
  - 미국의 경찰관 J. D. 티핏. (1924년~)
  - 영국의 작가 올더스 헉슬리. (1894년~)
- 1972년 - 일본의 사진가 오카다 고요. (1895년~)
- 2000년 - 체코의 장거리 육상 선수 에밀 자토페크. (1922년~)
- 2009년 - 대한민국의 범죄인 정남규. (1969년~)
- 2011년 - 대한민국의 역사학자 박병선. (1923년~)
- 2015년 - 대한민국의 제14대 대통령 김영삼. (1929년~)
- 2017년
  - 대한민국의 수필가, 기업인, 금융인 황태영. (1961년~)
  - 러시아의 성악가, 오페라 가수 드미트리 흐보로스톱스키. (1962년~)
- 2020년 - 모리타니의 정치인 시디 울드 셰이크 압달라히. (1938년~)
- 2021년 - 대한민국의 정치인 김영정. (1929년~)
- 2022년
  - 이탈리아의 정치인 로베르토 마로니. (1941년~)
  - 쿠바의 싱어송라이터 파블로 밀라네스. (1943년~)
- 2023년 - 프랑스의 역사학자 에마뉘엘 르 루아 라뒤리. (1929년~)

## 기념일
- 레바논의 독립기념일
- 김치의 날

## 같이 보기
- 전날: 11월 21일 다음날: 11월 23일 - 전달: 10월 22일 다음달: 12월 22일
- 음력: 11월 22일
- 모두 보기